# Cheile Bicazului - Hășmaș (sit SPA)
Cheile Bicazului - Hășmaș este o arie protejată (arie de protecție specială avifaunistică — SPA) din România întinsă pe o suprafață de 7.940,1 ha, integral pe uscat.

## Localizare
Centrul sitului Cheile Bicazului - Hășmaș este situat la coordonatele 46°45′04″N 27°53′57″E / 46.751064°N 27.899147°E. Situl se întinde pe teritoriul administrativ al municipiului Gheorgheni și pe cele ale comunelor Sândominic și Tulgheș din județul Harghita; și pe cele ale comunelor Bicaz-Chei, Bicazu Ardelean și Dămuc din județul Neamț.

## Înființare
Situl Cheile Bicazului - Hășmaș (ROSPA0018) a fost declarat arie de protecție specială avifaunistică în octombrie 2007 pentru a proteja mai multe specii avifaunistice. Situl include rezervațiile naturale: Cheile Bicazului și Lacul Roșu, Avenul Licaș, Cheile Șugăului, Peștera Munticelu și Masivul Hășmașul Mare, Piatra Singuratică - Hășmașul Negru.

## Biodiversitate
Situată în ecoregiunea alpină, aria protejată nu include niciun habitat protejat.
La baza desemnării sitului se află mai multe specii protejate de păsări: cocoș de munte (Tetrao urogallus), potârniche de tundră (Aegolius funereus), pescăruș albastru (Alcedo atthis), acvila de munte (Aquila chrysaetos), acvilă-țipătoare-mică (Aquila pomarina), cocoșul de mesteacăn (Bonasa bonasia), caprimulg (Caprimulgus europaeus), barză neagră (Ciconia nigra), șerpar (Circaetus gallicus), cristei de câmp (Crex crex), ciocănitoare cu spate alb (Dendrocopos leucotos), ciocănitoare neagră (Dryocopus martius), ciocănitoarea de stejar (Dendrocopos medius), ciocănitoare de munte (Picoides tridactylus), ciocănitoarea verzuie (Picus canus), șoim călător (Falco peregrinus),  muscar (Ficedula parva), muscar-gulerat (Ficedula albicollis), ciuvică (Glaucidium passerinum), sfrâncioc roșiatic (Lanius collurio) sau viespar (Pernis apivorus); specii protejate,  enumerate în anexa I-a a Directivei Consiliului European 147/CE din 30 noiembrie 2009 (privind conservarea păsărilor sălbatice)